# Anathallis pubipetala
Anathallis pubipetala är en orkidéart som först beskrevs av Frederico Carlos Hoehne, och fick sitt nu gällande namn av Alec M. Pridgeon och Mark W. Chase. Anathallis pubipetala ingår i släktet Anathallis och familjen orkidéer. Inga underarter finns listade i Catalogue of Life.